# A State of Trance 2018
A State of Trance 2018 — пятнадцатый сборник всемирно известного нидерландского диджея и продюсера Армина Ван Бюрена. Сборник A State of Trance 2018, как предыдущие сборники серии A State of Trance, представляет собой компиляцию, как из популярных, на период релиза сборника, а также не вышедших, композиций диджеев, прозвучавших в эфире радиошоу «A State of Trance». Сборник традиционно делится на две части: CD 1 (On The Beach) — треки в стиле progressive trance — более мелодичные и ритмичные и CD 2 (On The Club) — треки преимущественно в стиле uplifting trance — более динамичные и танцевальные. Сборник включает в себя 42 трека, среди которых три трека принадлежат самому Армину Ван Бюрену. В сборник вошли треки таких диджеев, как David Gravell, DRYM x Omnia, Fatum, KhoMha, Protoculture, Purple Haze, Super8 & Tab. Релиз сборника состоялся 27 апреля 2018 года. В России издательством сборника, как и в предыдущие годы, занималась звукозаписывающая студия Союз.

## Список композиций

### CD 1[3]
1. Armin van Buuren vs Shapov - The Last Dancer
2. Whiteout & Wilderness - Yalung
3. Tom Fall - Cyclone
4. Estiva - Bloom
5. Maor Levi - Nova
6. Three Drives - Sunset On Ibiza (BLR Remix)
7. Seven Lions feat. Rico & Miella - Without You My Love (Myon Definitive Mix)
8. Alex Sonata - Only One
9. Denis Kenzo, Fahjah & Kate Miles - Who I Am
10. Wrechiski - Fervour
11. The Blizzard - Tind
12. Alex Sonata feat. Dean Chalmers - Bridges
13. Purple Haze - Bergen
14. The Thrillseekers presents Hydra - Affinity 2018
15. Fatum - Violet
16. Super8 & Tab feat. Hero Baldwin - Burn
17. Genix - Empire
18. Joel Hirsch & HALIENE - Run To You
19. Protoculture - Sanctuary
20. Alex Kunnari - Sundown
21. Airbase - Vermillion

### CD 2[3]
1. Fatum - Mowgli
2. Kyau & Albert - The Night Sky
3. Simon Patterson feat. Lucy Pullin - Fall For You
4. David Gravell - Seeing Things
5. DRYM x Omnia - Ethereal
6. Protoculture - Thirty Three South
7. Davey Asprey - Kaiju
8. KhoMha - Tierra
9. Armin van Buuren presents Rising Star feat. Fiora - Just As You Are
10. Allen Watts - Midnight
11. Assaf & Nianaro - Chapter Ten
12. Craig Connelly feat. Roxanne Emery - This Life
13. Roman Messer feat. Christina Novelli - Fireflies (Jorn van Deynhoven Remix)
14. Armin van Buuren vs Alexander Popov - Popcorn
15. Giuseppe Ottaviani - Till The Sunrise
16. DRYM - Spider
17. Beatsole & TH3 ONE - Maia
18. Sunset & Kiran M Sajeev - Just A Dream
19. Armin van Buuren feat. Conrad Sewell - Sex, Love & Water (DRYM Remix)
20. Dogzilla - Dogzilla (Alex Di Stefano Remix)
21. Armin van Buuren - Be In The Moment (ASOT 850 Anthem) [Ben Nicky Remix]